# Chrysobothris deserta
Chrysobothris deserta är en skalbaggsart som beskrevs av Horn 1886. Chrysobothris deserta ingår i släktet Chrysobothris och familjen praktbaggar. Inga underarter finns listade i Catalogue of Life.